# Bukarests tunnelbana
Bukarests tunnelbana (rumänska: Metroul Bucureştean) är ett tunnelbanesystem i Bukarest i Rumänien som är 80 kilometer långt. Tunnelbanan körs av Metrorex. Det finns fem linjer, men planer på att bygga fler, och sammanlagt 64 stationer.

## Historia
I början av 1900-talet kom de första förslagen på att bygga ett tunnelbanesystem i Bukarest på initiativ av Dimitrie Leonida och Elie Radu. De första planerna följde på 1930-talet då även generalplaner togs fram för en modernisering av staden. Andra världskriget skrinlades planerna. 1970 kom en utredning fram till att det ökade trafiktrycket krävde en tunnelbana då spårvägen inte längre räckte till. 1975 började tunnelbanan att byggas. 
Den 16 november 1979 öppnades den första linjen mellan Semănătoarea (idag Petrache Poenaru) till Timpuri Noi. Sträckande var 8,1 km lång och hade sex stationer. Systemet skiljer sig från andra central- och östeuropeiska tunnelbanor från samma period med en i början av utbyggnaden mer sparsmakad stil. De ursprungliga tågsätten är också egen rumänsk tillverkning.

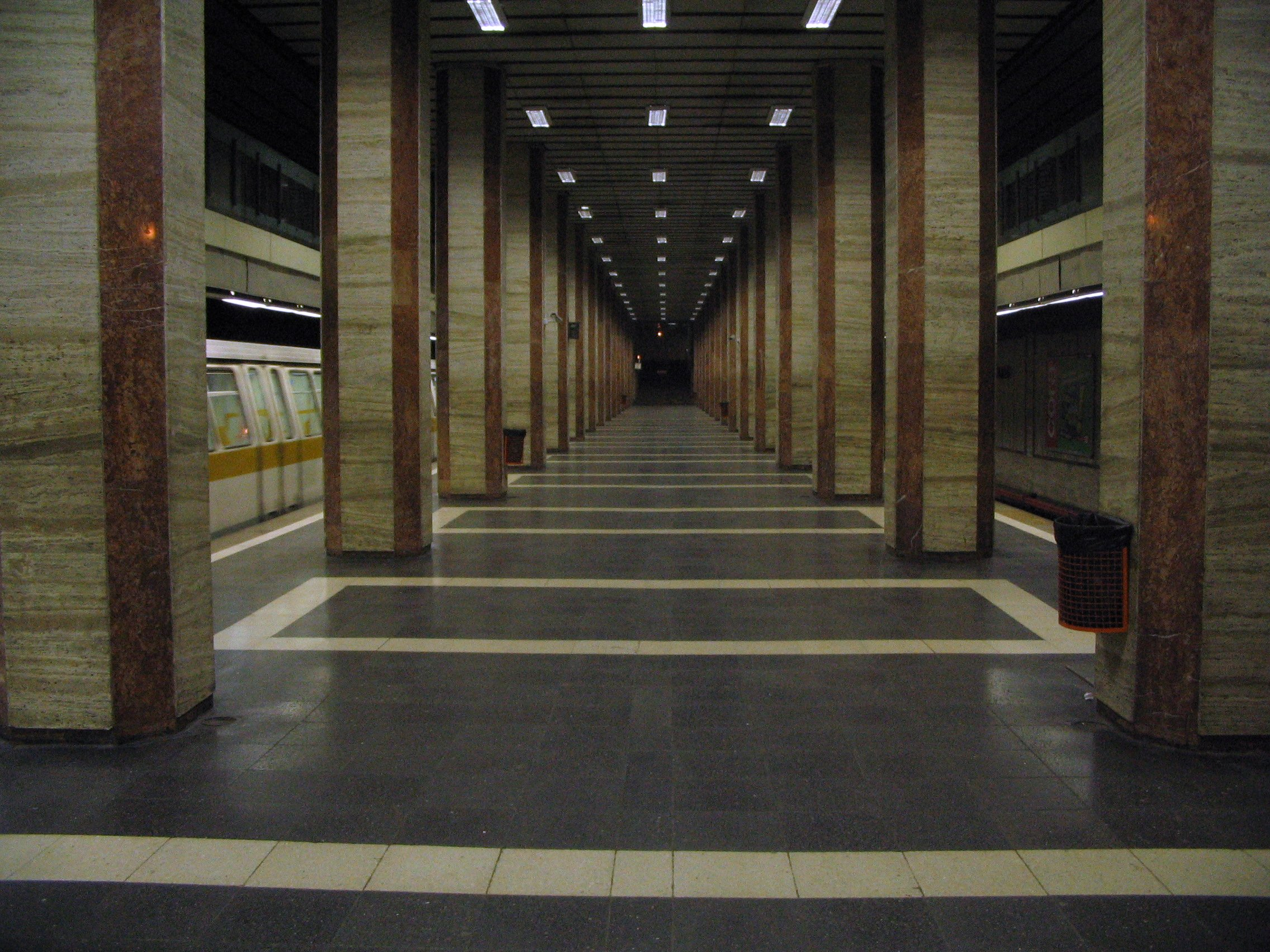
Republica station
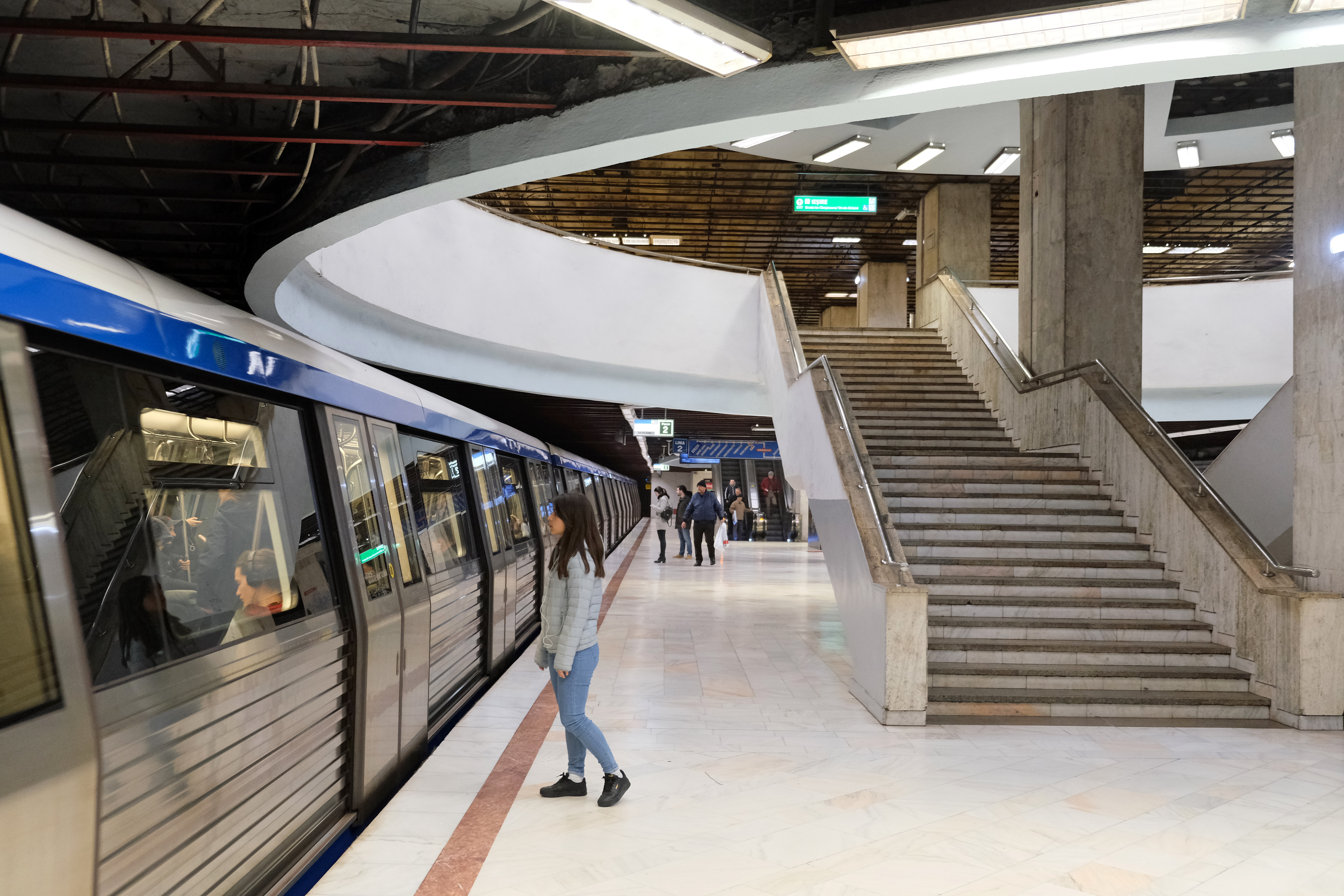
Ett tåg på stationen Universitate
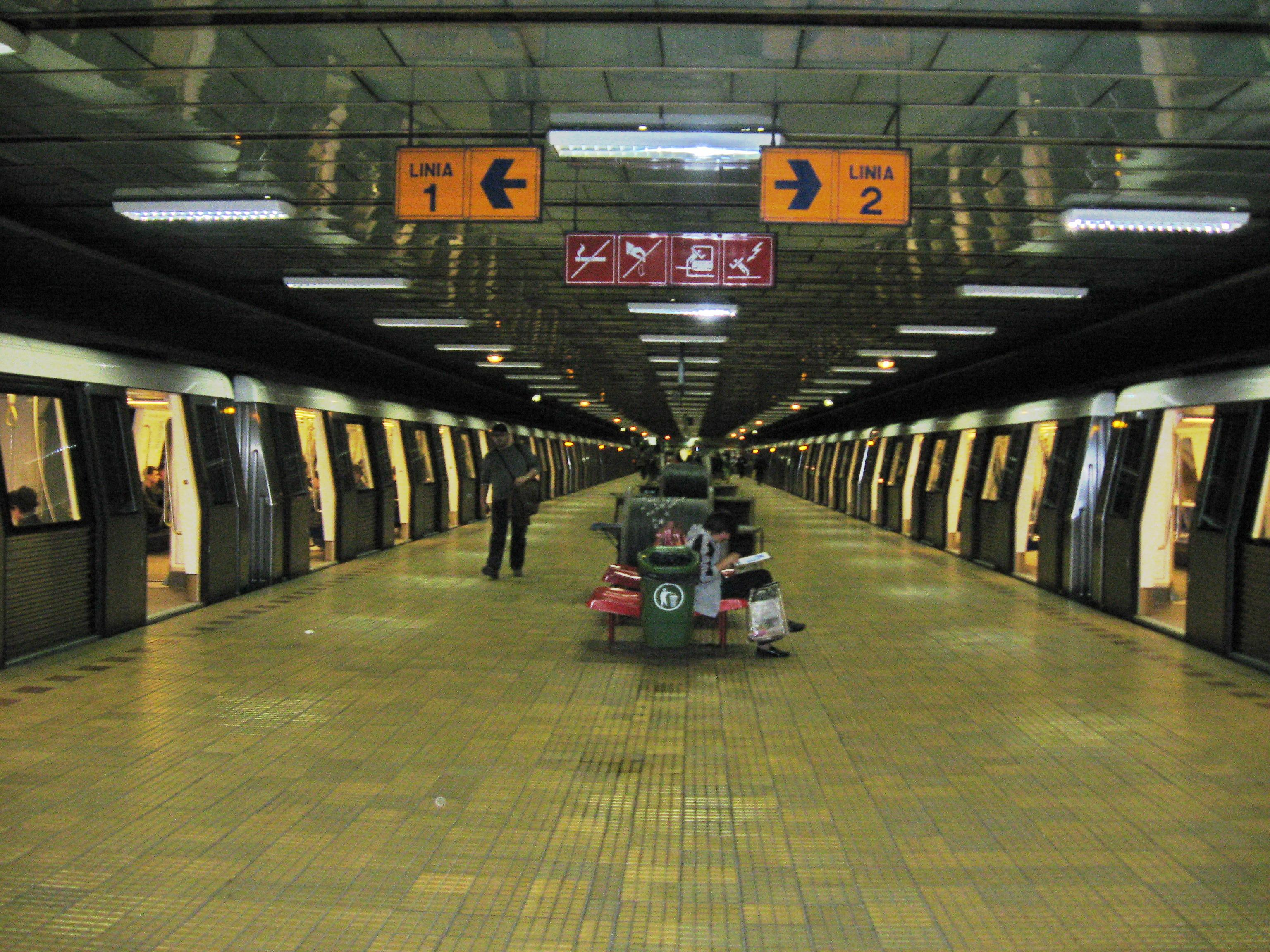
Dristor 2 station

## Linjerna
| Linje | Sträcka                                  | Öppnad | Längd    | Stationer |
| ----- | ---------------------------------------- | ------ | -------- | --------- |
| M1    | Pantelimon - Dristor 2                   | 1983   | 31,01 km | 22        |
| M2    | Pipera - Berceni                         | 1986   | 20,28 km | 15        |
| M3    | Preciziei - Anghel Saligny               | 1979   | 22,2 km  | 15        |
| M4    | Gara de Nord 2 - Străulești              | 2000   | 7,44 km  | 8         |
| M5    | Eroilor 2 - Râul Doamnei/Valea Ialomiței | 2020   | 7 km     | 10        |

## Fordonspark
Bukarests tunnelbana förfogar över tre tågtyper:
- Astra IVA
- Bombardier Movia 346
- CAF
- Alstom Metropolis